# Carol Ann Duffy

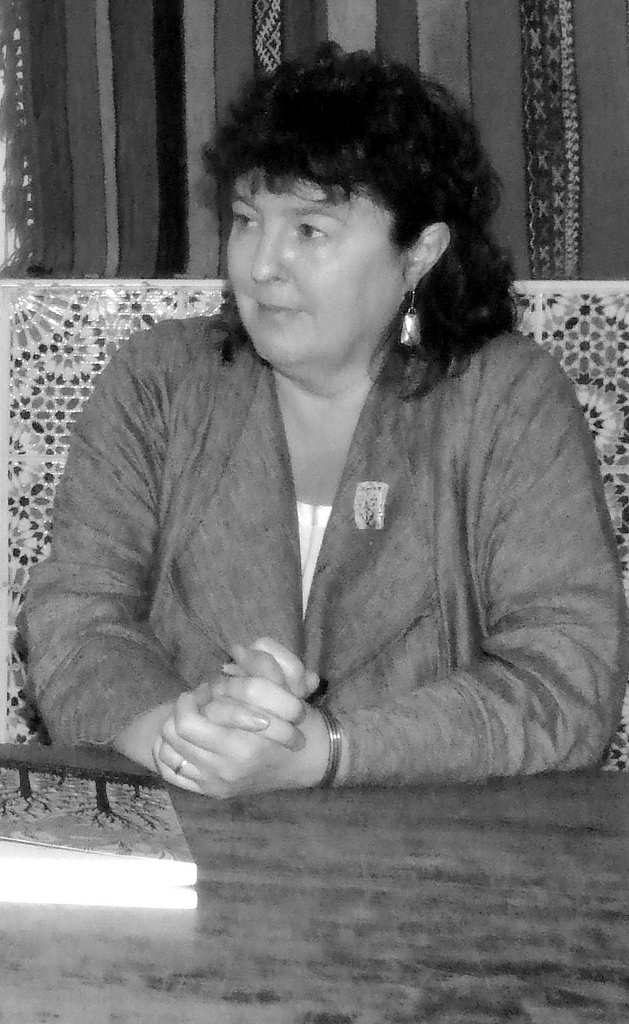
Carol Ann Duffy (2009)

Dame Carol Ann Duffy (* 23. Dezember 1955 in Glasgow, Schottland, Vereinigtes Königreich) ist eine schottische Lyrikerin und Dramatikerin. Sie hält eine Professur für Gegenwartslyrik an der Manchester Metropolitan University inne und war von 2009 bis 2019 Poet Laureate. Sie ist die erste Frau, die erste Schottin und die erste offen homosexuell lebende Persönlichkeit, die diese Stelle antrat.

## Leben
Sie wurde am 1. Mai 2009 Poet Laureate, also die von der Königin berufene britische Hofdichterin. Sie war in dieser Funktion die erste Frau und die erste Schottin. Sie lebt offen lesbisch und hat eine Tochter.
Duffy lebt in Manchester und ist Professorin für Lyrik an der Manchester Metropolitan University. Zum Zeitpunkt ihrer Ernennung lag auf Deutsch „Die Bauchrednerpuppe“ in der Übersetzung von Margitt Lehbert im St. Pöltner Residenz-Verlag vor, der Münchner Kunstmann-Verlag hat inzwischen auch einen ins Deutsche übersetzten Gedichtband vorgelegt.
Für die Paralympics 2012 in London hat Carol Ann Duffy offiziell ein Lang-Gedicht zum öffentlichen Vortrag geschrieben. Eton Manor beschreibt die hundertjährige Geschichte des für die Sportwettkämpfe im Rollstuhl-Tennis und Schwimmen ausgewählten Gebäudekomplexes.

## Auszeichnungen
Die Autorin war bereits 1999 als Poet Laureate vorgeschlagen. Der Titel ging damals an Andrew Motion, der seine Amtszeit auf zehn Jahre begrenzte. Sie gewann 1983 die National Poetry Competition, 1988 den Somerset Maugham Award und wurde 1993 mit dem Whitbread Award und dem Forward Poetry Prize ausgezeichnet, sowie 2005 mit dem T. S. Eliot Prize. Außerdem gewann sie mehrfach den Scottish Arts Council Book Award. 2014 wurde sie als Dame Commander des Order of the British Empire geadelt. 2015 wurde sie zum Ehrenmitglied (Honorary Fellow) der British Academy gewählt.

## Werke (Auswahl)
- Fleshweathercock and Other Poems Outposts, 1974
- Beauty and the Beast Carol Ann Duffy & Adrian Henri, 1977
- Fifth Last Song Headland, 1982
- Standing Female Nude Anvil Press Poetry, 1985
- Thrown Voices Turret Books, 1986
- Selling Manhattan Anvil Press Poetry, 1987
- The Other Country Anvil Press Poetry, 1990
- I Wouldn't Thank You for a Valentine Viking, 1992
- William and the Ex-Prime Minister Anvil Press Poetry, 1992
- Mean Time Anvil Press Poetry, 1993
- Anvil New Poets Volume 2 Penguin, 1994
- Selected Poems Penguin, 1994
- Penguin Modern Poets 2 Penguin, 1995
- Grimm Tales Faber and Faber, 1996
- Salmon - Carol Ann Duffy: Selected Poems Salmon Poetry, 1996
- Stopping for Death Viking, 1996
- Die Bauchrednerpuppe, (Aus dem Engl. von Margitt Lehbert), 1996
- More Grimm Tales Faber and Faber, 1997
- The Pamphlet Anvil Press Poetry, 1998
- Meeting Midnight Faber and Faber, 1999
- The World's Wife Anvil Press Poetry, 1999
- Time's Tidings: Greeting the 21st Century Anvil Press Poetry, 1999
- The Oldest Girl in the World Faber and Faber, 2000
- Hand in Hand Picador, 2001
- Feminine Gospels Picador, 2002
- Queen Munch and Queen Nibble (illustriert von Lydia Monks) Macmillan Children’s Books, 2002
- Underwater Farmyard (illustriert von Joel Stewart) Macmillan Children’s Books, 2002
- The Good Child's Guide to Rock N Roll Faber and Faber, 2003
- Collected Grimm Tales Faber and Faber, 2003
- New Selected Poems Picador, 2004
- Out of Fashion: An Anthology of Poems Faber and Faber, 2004
- Overheard on a Saltmarsh: Poets' Favourite Poems Macmillan, 2004
- Another Night Before Christmas John Murray, 2005
- Moon Zoo Macmillan, 2005
- Rapture Picador, 2005
- The Lost Happy Endings (gemeinsam mit Jane Ray) Penguin, 2006
- Answering Back Picador, 2007
- The Hat Faber and Faber, 2007
- The Tear Thief Barefoot Books, 2007
- Das Geschenk (The gift, zusammen mit Rob Ryan. Aus dem Engl. von Ulrike Becker) Kunstmann, München 2010, ISBN 978-3-88897-689-6